# 大院君政権
大院君政権（だいいんくんせいけん）とは、李氏朝鮮末期において第26代朝鮮国王・高宗の父、興宣大院君（こうせんだいいんくん、フンソンテウォングン）による政権。大院君は当時の朝鮮における保守派勢力を代表する衛正斥邪派の首領であり、国王の父という立場で執政をおこなった。大院君政権においてはきびしい攘夷政策がとられたことで知られる。

## 第一次大院君政権

### 第一次政権の成立
同治2年12月8日（1864年1月16日）、哲宗が嗣子のないままに死去すると、興宣君昰応の第2子が王位にむかえられた。高宗である。新国王が若年であるため、大王大妃趙氏（神貞王后）が同治5年（1866年）2月13日まで高宗の養母の資格で垂簾聴政をおこなったが、政治の実権をにぎったのは高宗の生父として「大院君」の称号を得た興宣君李昰応であった。

### 人事と国内政治

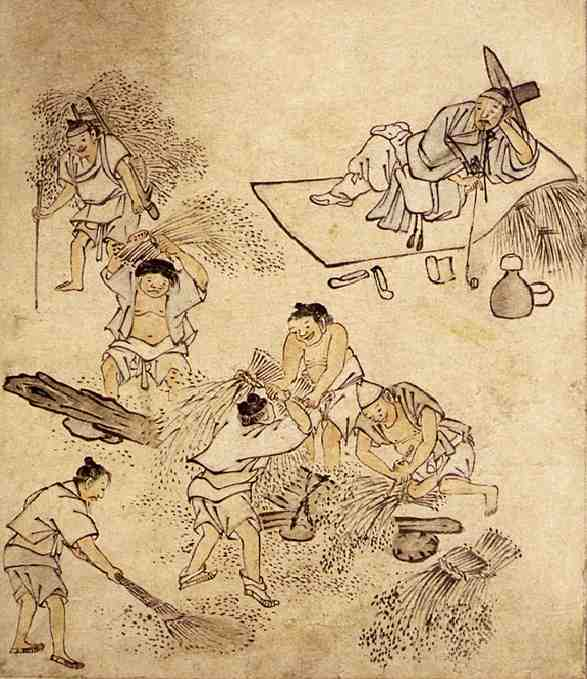
金弘道による絵画。両班が農民の仕事ぶりを寝そべりながら眺めている、

大院君は、勢威をふるっていた安東金氏と老論派を抑えるとともに、北人と南人から多くの人物を登用した。また、備辺司の権能を外交・防衛・治安維持に限定し、1865年にはこれを議政府に統合、議政府に再び最高行政官庁の地位をあたえた。軍政機関として三軍府を設置し、堂上として多くの武臣を取り立てた。さらに、王族の官庁であった宗親府の改組もおこない、従二品以上の璿派人（王族全州李氏）の官僚が就任する新しい官職を用意した。『大典会通』を編纂するなど法整備もおこなった。こうして、興宣大院君は弱小党派や武臣、璿派を重用して自身の勢力基盤拡大を図った。
興宣大院君は、文禄・慶長の役（壬辰倭乱）の際に焼失したとされる景福宮を約270年ぶりに再建して国威の発揚と王室権威の向上をはかり、そのための財源として「願納銭」を徴収した。また、江華島防衛のために「沁都砲糧米」を新設した。大院君政権はこのように大土木事業や軍備強化に力を注ぎ、上記のほか、悪貨である当百銭を発行したり、首都漢城（現、ソウル特別市）の城門を通過する人に通行税を課すなどして、これを財源にあてた。しかし、これらの負担は民衆の生活をいちじるしく悪化させたので大院君政権への不満は高まった。
1864年から1871年にかけては書院（私塾）の廃止が推進され、最終的には「賜額書院」と称される格式高い書院47か所をのぞくすべてが廃止された。これは、書院に所属していた土地や良民を課税対象として国家に編入し、いっそうの財源拡張をはかるとともに、書院を拠点とする地方の両班の勢力を抑え込もうという意図にもとづいていた。当時両班は、特権身分として地方に君臨し、農民を収奪し、横暴の限りをつくしていたのである。1871年には両班からも、その所有する奴の名義で軍布を徴収することが定められた。これを「班戸奴名出布法」という。

### 思想統制と鎖国維持政策

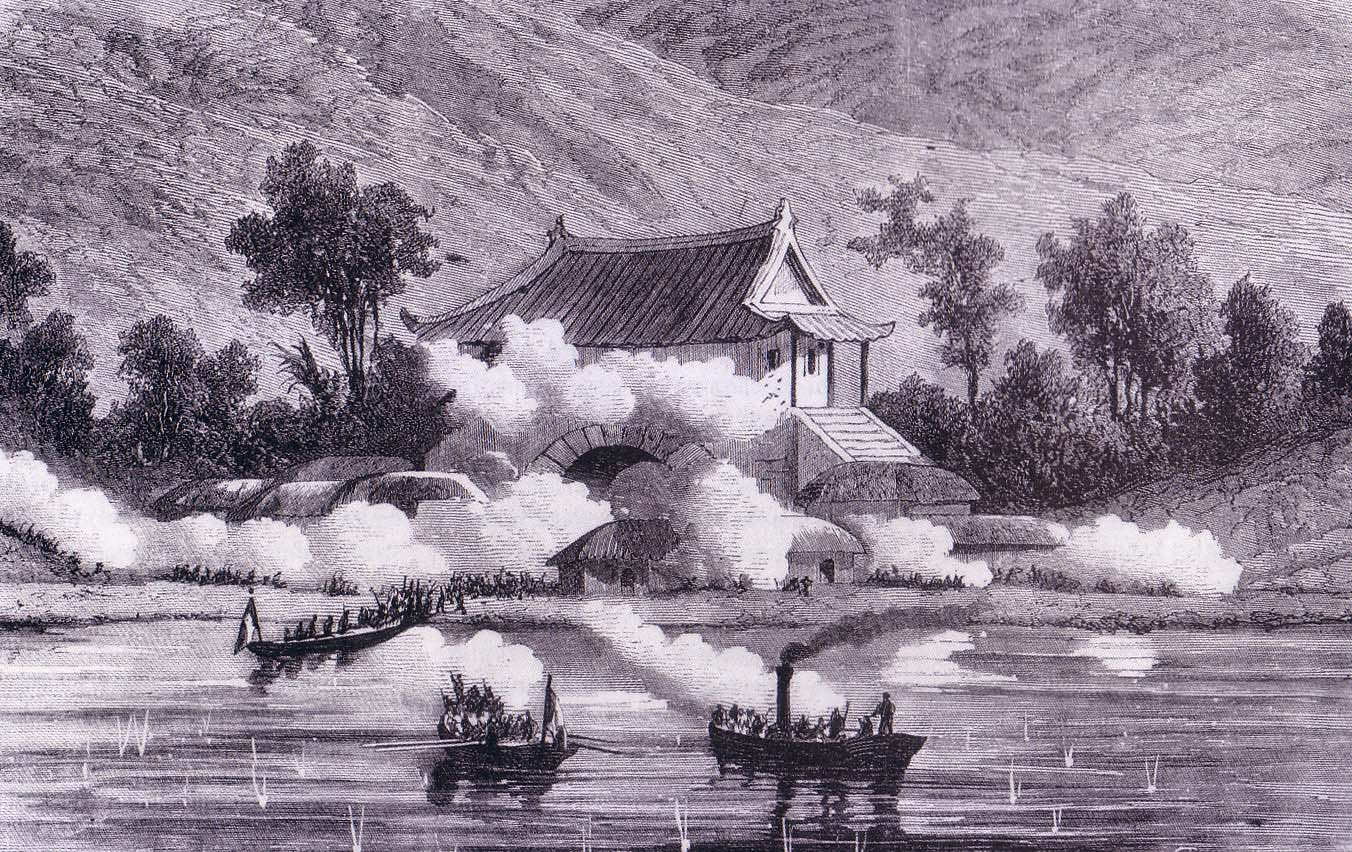
丙寅洋擾

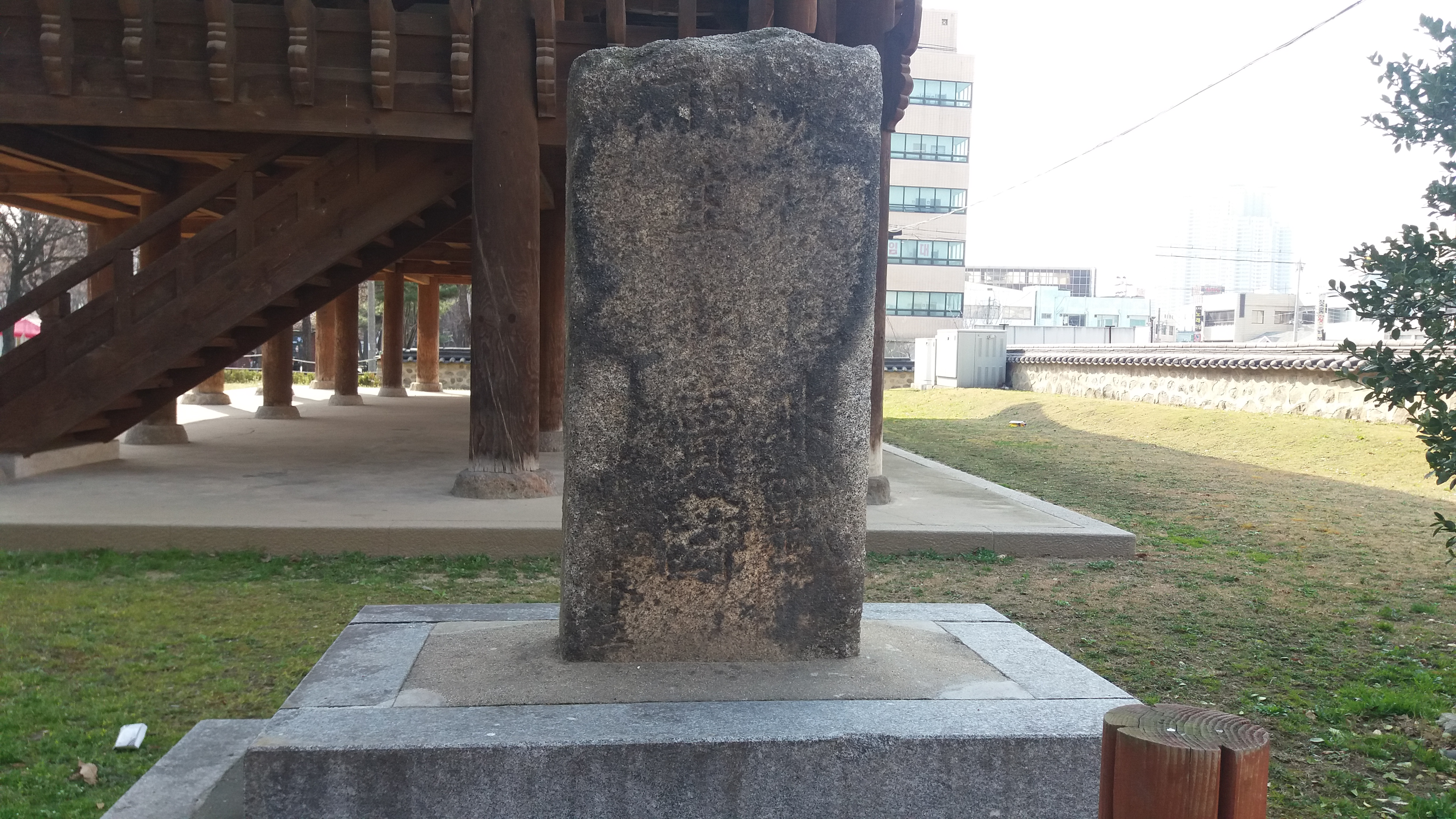
斥和碑

大院君政権は、思想統制として「邪教」「邪説」を排斥して国家の「正学」である朱子学を保護する衛正斥邪政策を強力に推し進め、新興宗教である東学や西洋からもたらされた天主教（カトリック教会）に激しい弾圧を加えた。
東学は、慶尚北道慶州に生まれた崔済愚が創始した排外的な宗教であり、教義は儒教・仏教・民間信仰などを融合したもので、「東学」という名称には「西学」すなわちキリスト教に対抗する意図がみられる。崔済愚は、やがて理想的な「後天開闢」の時代が訪れるので、人びとは東学の信者となり、真心をこめて呪文を唱え、修養して霊符を飲めば天と人が一体となり、現世において神仙となると説いたが、政府はこれを危険視し、1863年に崔済愚を逮捕し、1864年、大邱において「左道惑正」（異端）の罪で処刑した。その経典はすべて焼却された。
大院君政権は、1866年、天主教に「丙寅教獄」と呼ばれる大弾圧を加えた。南鐘三らをはじめとする8,000名近くのカトリック信者とフランス人神父9名が処刑された。その後も天主教に対する弾圧は長期にわたってつづいた。
1866年7月（朝鮮暦、以下1894年まで同じ）、アメリカ合衆国の商船ジェネラル・シャーマン号が大同江をさかのぼって平壌府に至り、開国通商を求めて発砲におよんだため、平壌の軍民は平安道観察使朴珪寿の指揮下にこれを焼き払って座礁させ、乗組員を全員殺害した（ジェネラル・シャーマン号事件）。同年8月、フランス極東艦隊司令長官ピエール＝ギュスターヴ・ローズは3隻の軍艦を江華島付近に侵入させ、そのうち2隻は漢江を遡航して首都漢城をおびやかした。これは、先の大虐殺の際に助命された神父の1人フェリックス＝クレール・リデルが朝鮮人天主教徒に助けられて脱獄し、清国に逃亡して天津のフランス租界でローズに助けを求めた結果だった。フランス艦隊は9月、7隻に横浜に駐屯していた海兵隊員を乗船させて江華島沖に再び侵入し、江華府を占領し、神父殺害者の処罰と条約の締結を朝鮮政府に要求した。大院君政権は漢城から部隊を派遣し、射撃を得意とする地方の猟師を動員して砲軍として組織した。10月、朝鮮軍は鼎足山城においてフランス軍に勝利し、フランス艦隊は撤退した。このアメリカ、フランスの侵攻のことを合わせて「丙寅洋擾」と呼称している。
1866年の朝鮮軍によるアメリカ商船奇襲事件（ジェネラル・シャーマン号事件）の全容と商船乗組員の安否確認のため、アメリカ合衆国は1867年、軍艦ワチュセット（USS Wachusett）を派遣し、1868年4月には事件の究明のため軍艦シェナンドア（USS Shenandoah）を派遣した。1871年、清国駐在アメリカ公使のフレドリック・ローは、シャーマン号事件への謝罪と条約締結を求めてアジア艦隊に朝鮮派遣を命じた。同年4月、アメリカのアジア艦隊司令官
ジョン・ロジャーズは日本の長崎で艦隊を編成した。同年5月にロジャーズは旗艦コロラド（USS Colorado）、アラスカ（USS Alaska）、パロス（USS Palos）、モノカシー（USS Monocacy）、ベニシア（USS Benicia）の5隻からなる艦隊を率いて江華島に向かった。軍艦にはロー公使も搭乗した。アメリカ軍は江華島に上陸し、3か所の砲台を占領したが、朝鮮側が抗戦態勢を強めて交渉も拒否したため、撤退した。これを「辛未洋擾」と呼んでいる。

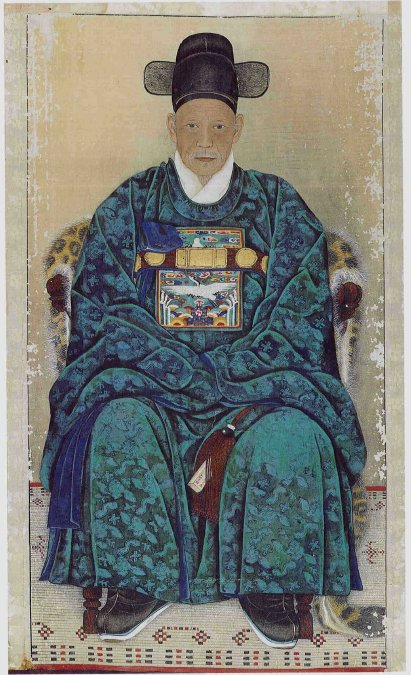
李恒老門下の衛正斥邪論者、崔益鉉

このとき興宣大院君は、朝鮮全土八道四郡にこの思想を奨励する「斥和碑」を建立した。この碑には、「洋夷侵犯非戦則和、主和売国（洋夷侵犯す、戦わざるは則ち和なり、和を主するは売国なり）と刻まれている。この碑はまた「斥洋碑」とも呼ばれ、鎖国維持の固い意志を示すものであった。その後、大院君政権は、西洋文明を受け入れた日本も西洋諸国と同一視して（倭洋一体）、通商を求める日本に対しても強硬な姿勢をとった。
大院君政権は丙寅洋擾に際して抗戦体制を構築するため、強固な華夷思想の持ち主で朱子学者の奇正鎮と李恒老の2人を参判クラスの高官に抜擢することを決めた。奇正鎮と李恒老は、官職を辞する上疏を呈して、「洋夷」排撃の主戦論、天主教禁圧論、西洋物貨禁止論を唱える一方、土木工事の中止などを求めた。これを機に、奇正鎮と李恒老を筆頭にして、その門人たちなどから成る在地両班層のあいだに、欧米諸国を「夷狄」として全面的に排斥し、朱子学原理にもとづく旧来の支配体制を堅持しようとし、一面では大院君の施政にも批判的な独自の政治理論（衛正斥邪）も形成された。

### 興宣大院君の失脚

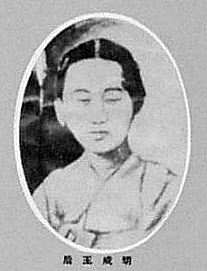
大院君と政治抗争を繰り広げた閔妃

1873年11月、李恒老の門人で衛正斥邪論者の崔益鉉が戸曹参判に任命されると、辞職上疏を呈して、興宣大院君の施政を攻撃し、その国政への不関与を強く求めた。崔益鉉自身は流罪に処せられたが、高宗・閔妃夫妻と閔升鎬（閔妃の兄）らはこの機会を利用して、大院君を退陣に追い込んだ。この政変により、王妃の一族である驪興閔氏による勢道政治（閔氏政権）が始まり、閔氏は老論を奉じたので興宣大院君の腹心（大院君派）や南人・北人の勢力はおさえられ、ふたたび老論派の勢力が増大した。閔氏政権は、大王大妃の一族である豊壌趙氏の趙寧夏ら名門の老論と結んで勢力を固め、王宮守備のために武衛所を新設して大院君の反撃を封じようとした。
閔氏政権は、1876年に日本とのあいだに日朝修好条規を結んで開国し、開化政策に転じた。このような開国・開化に最も強硬に反対したのが衛正斥邪派であった。1881年には年初から中南部各道の衛正斥邪派の在地両班は漢城府に集まって金宏集（のちの金弘集）ら開化政策を進める閣僚の処罰と衛正斥邪策の実行を求める上疏運動を展開した（辛巳斥邪上疏運動）。閔氏政権は、上疏の代表であった洪在鶴を死刑に処したほか、上疏運動の中心人物を流罪に処するなど、これを厳しく弾圧した。やがて、衛正斥邪派は大院君をリーダーと仰ぐようになり、この年の夏には、安驥泳らが閔氏政権を倒したうえで大院君の庶長子（李載先）を国王に擁立しようというクーデター計画が発覚している。安驥泳と李載先はこの年のうちに刑死しており、大院君派の勢力は大きく後退した。

## 第二次大院君政権

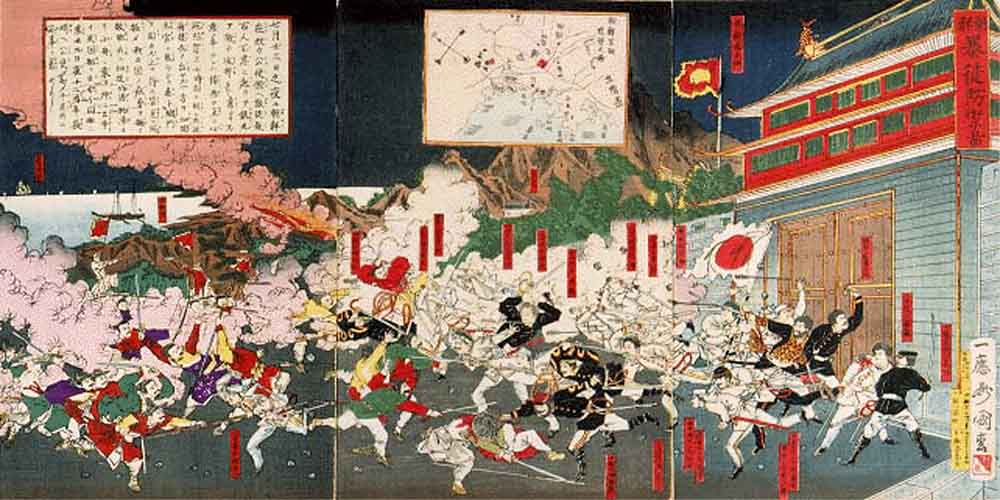
1882年壬午軍乱「朝鮮暴徒防禦図」（歌川国松）

「旧軍」と称された従来からの兵士は、開化派が創設した新式軍隊（別技軍）と比較して様々な点で差別的に待遇されて不満をつのらせていたところに、1882年には俸給米も遅配し、ようやく13か月ぶりに支給された俸給米にも支給係の不正によって異物が混入するという事件が起こった。これは、「旧軍」兵士の反乱（壬午軍乱）を引き起こし、不正支給の告発者を罰した閔謙鎬の邸宅、首都の治安維持に責任を負う京畿観察使陣営、日本公使館などが襲撃され、別技軍の教官だった堀本礼造少尉が殺害された。下層民を加えて勢力を増した軍兵は、官庁、閔妃一族の邸宅などを次々に襲撃し、前領議政（総理大臣）の李最応を邸宅にて殺害し、昌徳宮にも侵入して閔謙鎬、金輔鉉、閔台鎬、閔昌植ら閔氏系の高級官僚数名を殺害した。これは、反乱に乗じて閔妃などの政敵を一掃し、政権を再び奪取しようとする興宣大院君の教唆煽動によるものであった。閔妃は高宗を王宮を置き去りにして朝鮮南部の忠州に逃亡し、高宗は政権を興宣大院君に委ねた。
ここに第二次大院君政権が成立し、9年ぶりに政権の座についた興宣大院君は、復古的な政策を一挙に推進した。
興宣大院君は、統理機務衙門を廃し、3軍府の復活を復活して旧来の5軍営にもどしたほか、両営・別技軍を廃止した。そして、閔氏とその係累を政権から追放する一方、閔氏政権によって流罪に処せられていた衛正斥邪派の人びとを赦免し、また監獄にあった者の身柄を解放して、自身の腹心を要職に就けた。しかし、一方で軍乱は日清両国軍の派兵をまねいた。
軍乱発生から約1か月後の1882年8月26日（朝鮮暦7月13日）、反乱鎮圧と日本公使護衛を名目に派遣された漢城駐留の清国軍によって大院君拉致事件が起こった。興宣大院君の排斥と国王の復権という基本方針は清国北洋大臣代理職にあった張樹声の指示とみられるが、大院君の軟禁は清国より派遣された馬建忠・丁汝昌・呉長慶の3名によって計画されたものであった。朝鮮王宮はじめ漢城の城門は清国兵によって固められ、清国軍におびき出された大院君は捕捉され、朝鮮の南陽湾から河北省天津に連行された。連行理由は、清国皇帝が冊封した朝鮮国王をしりぞけて政権をみずから奪取するのは国王に対する裏切りであり、皇帝を蔑ろにする所行であるというものであった。清国軍はまた、漢城府東部の往十里、南部の梨泰院を攻撃して反乱に参加した兵士や住民を多数殺傷した。こうして第二次大院君政権は約1か月というごく短期間で終結し、その後は閔妃が忠州より帰還して閔氏政権が復活、朝鮮は清国の強い干渉のもとでの開化政策へと転じた。

## 第三次大院君政権
甲申政変後の1885年、興宣大院君は朝鮮への帰国を果たした。閔氏政権は長期化するなかで官職売買と賄賂が横行し、政治の腐敗がいっそう進行して地方官が買官経費の回収や蓄財のために郷吏と結んで管下の住民が不法な収奪をおこなうことも慢性化した。これに苦しんだ民衆は収奪緩和を求める活発な請願活動を展開し、さらに腐敗した地方官・郷吏を実力で排除する民乱を起こした。1888年以降、民乱は毎年のように続いた。
1894年2月（これより陽暦）、全羅道古阜郡で東学の地方幹部だった全琫準の指揮下に民乱が起こった。これが甲午農民戦争の始まりであり、農民軍は政府軍を次々に打ち破り、占領地を拡大させた。深刻な危機に陥った閔氏政権は自力鎮圧を困難とみて、閔泳徽の提議により清国軍の出兵を求めることを決めた。これを受けて政府は6月3日袁世凱に出兵を求め、それに応じて清国軍が忠清道牙山に上陸、対抗して日本も公使館と居留民の保護を名目に漢城に軍を送った。日本政府は6月なかばに日清両国共同による反乱の鎮圧と朝鮮の内政改革を清国側に提議したが、これは清の拒否するところなり、6月下旬、日本単独での朝鮮内政改革方針を閣議決定し、朝鮮政府に改革の実施をせまった。7月16日、督弁趙秉稷は日本軍の撤兵を求める声明を出して、日本の軍事力を背景とする内政干渉に抗議した。しかし、日本軍は漢城-釜山間の軍事用電信機敷設に着手し、大鳥圭介公使は逆に清国軍の撤退と中朝商民水陸貿易章程など3章程の廃棄を求めた。これを朝鮮政府が拒むと、日本軍は7月23日、景福宮などの要地を占領し、朝鮮政府軍を武装解除して興宣大院君を担ぎ出して閔氏政権を倒した。第三次大院君政権の成立である。趙秉稷は3章程の廃棄を清国に通告し、清国・朝鮮の宗属関係は断たれた。直後に日清両国間に戦端がひらかれた（日清戦争）。
しかし、第三次政権では大院君自身には実権がなかった。日本優勢の戦況下、10月の井上馨公使の着任後は朝鮮に対する日本の干渉はさらに強まり、11月、井上が高宗に「内政改革綱領」を承認させ、大院君、王妃の政治関与を禁じた。